# Чорноглазівка (Богодухівський район)
Чорногла́зівка — село в Україні, у Золочівській селищній громаді Богодухівського району Харківської області. Населення становить 255 осіб.

## Географія
Село Чорноглазівка розташоване між річками Лопань і Уди (6,5 км), у верхів'ях балки Солоний Яр, якою протікає річка Спорельтівка з кількома загатами.
На відстані 3 км розташоване селище Калинове.

## Історія
За даними на 1864 рік у власницькому селі Харківського повіту мешкало 970 осіб (461 чоловічої статі та 509 — жіночої), налічувалося 85 дворових господарства.
Село постраждало внаслідок геноциду українського народу, вчиненого урядом СРСР у 1932—1933 роках, кількість встановлених жертв у Миронівці та Чорноглазівці — 63 людей.
12 червня 2020 року, розпорядженням Кабінету Міністрів України № 725-р «Про визначення адміністративних центрів та затвердження територій територіальних громад Харківської області», увійшло до складу Золочівської селищної громади.
19 липня 2020 року, в результаті адміністративно-територіальної реформи та ліквідації Золочівського району, село увійшло до складу Богодухівського району.
22 червня 2023 року рішенням №230 Національної комісії зі стандартів державної мови віднесено до списку населених пунктів, які «можуть не відповідати лексичним нормам української мови», зокрема стосуватися «російської імперської чи колоніальної політики». Громаді рекомендовано обґрунтувати доцільність збереження поточної назви або запропонувати нову назву в установленому законодавством порядку.

## Також
- Перелік населених пунктів, що постраждали від Голодомору 1932—1933 (Харківська область)